# Mala Moštanica
Mala Moštanica es un pueblo ubicado en el municipio de Obrenovac, en Belgrado, Serbia.

## Superficie
Posee una superficie de 10,72 kilómetros cuadrados.

## Demografía
Hasta 2022 la población era de 1812 habitantes, con una densidad de población de 169,0 habitantes por kilómetro cuadrado.